# Neoserica kulzeri
Neoserica kulzeri är en skalbaggsart som beskrevs av Frey 1976. Neoserica kulzeri ingår i släktet Neoserica och familjen Melolonthidae. Inga underarter finns listade i Catalogue of Life.